# Ramongo (département)
Ramongo est un département du Burkina Faso situé dans la province de Boulkiemdé de la région Centre-Ouest. En 2003, le département compte 28 326 habitants.

## Liste des villages
Les villages de la commune rurale de Ramongo sont :
- Ramongo (2 500 hab.), chef-lieu
- Bayandi-Nabyiri (1 041 hab.)
- Bayandi-Palogo (1 489 hab.)
- Bayandi-Tanguin (1 453 hab.)
- Bouloum-Nabyiri (1 946 hab.)
- Kabinou (2 381 hab.)
- Kamsi (1 996 hab.)
- Kolonkandé (3 579 hab.)
- Koukinkuilga (327 hab.)
- Ramongo-Tanguin (2 520 hab.)
- Ramonkodogo (1 583 hab.)
- Salbisgo-Dapoya (2 762 hab.)
- Salgisgo-Itaoré (3 508 hab.)
- Yagoam (1 241 hab.)